# Kalanchoe suarezensis
Kalanchoe suarezensis és una espècie de planta suculenta del gènere Kalanchoe, de la família de les Crassulaceae.

## Descripció
És una planta suculenta perenne o biennal.
Les tiges són teretes, fortes, de 20 a 25 mm de diàmetre, de 40 a 60 cm d'alçada.
Les fulles són atapeïdes, peciolades, gruixudes, de color verd verdós, glauques, recurvades, amb pecíol gruixut, de 6 a 7 mm de diàmetre, àmpliament acanalades a la part superior, engrossides fins a la base, d'1 a 5 cm, làmina lanceolada, de 12 a 15 cm de llarg i de 5 a 10 cm d'ample, punta atenuada, base atenuada a trunacada, marges gruixuts i irregulars dentats, amb propàguls prop de la punta de la fulla.
Les inflorescències tenen moltes flors, són paniculiformes a corimbiformes, pedicels prims, de 15 a 20 mm.
Les flors són pèndules; el calze de color vermellós a violeta vermellós, tub cilíndric, arrodonit a la base, de 12 a 16 mm; sèpals aguts, estesos o recurvats, de 8 a 10 mm; corol·la de color groc, tub globós, de ± 4 angles, de23 a 26 mm; pètals recurvats, molt aguts, poc glandulosos, de 10 a 12 mm de llarg i d'uns 3 mm d'ample.

## Distribució
Planta endèmica del nord de Madagascar. Creix en roques calcàries.

## Taxonomia
Kalanchoe suarezensis va ser descrita per Joseph Marie Henry Alfred Perrier de la Bâthie (H.Perrier) i publicada a Archives de Botanique, Bulletin Mensuel 2: 21-22. 1928.

#### Etimologia
Kalanchoe: nom genèric que deriva de la paraula cantonesa "Kalan Chauhuy", 伽藍菜 que significa 'allò que cau i creix'.
suarezensis: epítet que probablement fa referència a la ciutat Diego Suarez, actualment Antsiranana, a l'extrem nord de Madagascar.

#### Sinonímia
- Bryophyllum suarezense  (H.Perrier) A.Berger (1930)
- Kalanchoe poincarei var. suarezensis  (H.Perrier) Boiteau ex Allorge-Boiteau (1995)